# Damir Dokić
Damir Dokić (srbsky: Дамир Докић; 1958 – 16. května 2025) byl srbský tenisový trenér. Byl otcem a bývalým trenérem profesionální tenistky Jeleny Dokićové. Známým se stal častými násilnými fyzickými a slovními konflikty.

## Život
Byl samozvaným veteránem chorvatské války za nezávislost, v níž bojoval na straně Srbů.
Od dětství trénoval svou dceru Jelenu Dokićovou. Poprvé na sebe upozornil, když v roce 1999 opilý pokřikoval z tribun. O rok později na Australian Open napadl kameramana. Ve stejném roce na US Open hodil po zaměstnanci bufetu kus ryby. Z turnaje byl následně vykázán.
Na Australian Open 2001 po prohře své dcery v prvním kole s Lindsay Davenportovou prohlásil, že při losování došlo k nesrovnalostem a že byl z turnaje vykázán kvůli hrubému chování.
Během Australian Open 2002 se objevil v sérii reklam pro společnost Kia Motors, hlavního sponzora turnaje, v nichž si dělal legraci ze svých prohřešků v minulosti.
Spolupráce s dcerou Jelenou skončila v roce 2003, kdy dostal soudní zákaz k přiblížení. Plánoval, že dceru unese z Austrálie zpět do Srbska. Mimo jiné prohlásil, že hodlá na Australany svrhnout atomovou bombu.
V roce 2009 byl v Srbsku odsouzen k ročnímu vězení za vyhrožování smrtí australské velvyslankyni. Z vězení byl propuštěn v dubnu 2010. Po propuštění mu dcera odpustila, ale k navázaní vztahů nikdy nedošlo.
Jelena Dokičová uvedla, že jí otec v dětství a během kariéry pravidelně slovně, citově a fyzicky napadal, což podrobně popsala ve své autobiografii Nezlomná.
V rozhovoru z prosince 2023 uvedla, že s otcem nemluvila více než deset let, protože se jí za své chování nikdy neomluvil ani se nepokusil o nápravu.
Damir Dokić zemřel 16. května 2025. O jeho úmrtí informovala jeho dcera Jelena na svém Instagramu.